# Dennis Phillips

Dennis N. Phillips (nasceu em 1955) é um jogador profissional de pôquer estadunidense. Atualmente ele é patrocinado pelo maior site de pôquer online PokerStars.

## Biografia
Contador de uma empresa de transporte no Missouri, Dennis Philips tinha jogado pôquer por anos antes de sua grande conquista na World Series of Poker*, mas sempre casualmente. Sua ascensão de homem comum das ruas a um herói do pôquer vem mostrar que, se dotado das qualidades necessárias, qualquer um pode chegar ao topo do jogo, e às riquezas que o acompanham quando você está lá.
Um rosto habitual nas salas de jogo do Missouri, Dennis tinha conquistado poucos, mas consistentes Finais no dinheiro em 2006. Em 2007, ele começou a aparecer nos radares da grande comunidade do pôquer, ao obter um bom desempenho no evento do circuito da World Series of Poker* em Tunica, Mississipi. Dennis chegou a duas Mesas Finais, ambas em eventos No-Limit Hold’em de $500, lucrando o total de $4.578. O dinheiro dificilmente contribuiria para sua mudança de vida, mas a experiência de disputar pôquer ao-vivo em grandes torneios Multi-Mesas provaria ser inestimável um ano depois.
O Evento Principal da WSOP* de 2008 foi provavelmente o mais agitado. Quando o jogo teve um intervalo de 117 dias ao restarem apenas nove jogadores, a expectativa chegou ao seu auge na hora da ação começar novamente em novembro. Dennis chegou com a liderança de fichas e como favorito - uma posição invejável de se ter quando a disputa é por um primeiro-prêmio de $9 000 000. Sua experiência na Mesa Final acabou sendo uma montanha-russa com altos e baixos, dobradas e golpes esmagadores. O resultado final foi um 3º lugar e o grande pagamento de $4 517 773 – nada mal para quem conseguiu seu lugar no Evento Principal num satélite de $200 num cassino local. Enfrentando um campo numeroso, Dennis chegou à Mesa Final do Evento Principal novamente em 2009, levando $178 857 pelo 45º lugar.
Longe do pôquer, Dennis é um grande fã de esportes, especialmente do time de baseball de sua cidade natal, o St. Louis Cardinals. De fato, qualquer um que o assistisse competindo no Evento Principal na TV teria notado que ele usava um boné do Cardinals – assinado por todos os famosos jogadores de pôquer que encontrou no caminho para a Mesa Final. Uma marca que provou sua popularidade entre a multidão que foi ao Rio para assistir aos jogos - muitas pessoas prestaram um tributo a Dennis vestindo o mesmo boné.
O caminho percorrido por Dennis de jogador de pôquer comum à estrela do Evento Principal tem semelhanças com o de 'Chris Moneymaker', Campeão Mundial de 2003 e membro do Team PokerStars Pro. Ambos surgiram aparentemente do nada, ambos foram contadores e ambos ganhariam grandes prêmios no Evento Principal.  Se Dennis puder continuar a causar o mesmo impacto que Moneymaker, você verá seu nome aparecendo nos maiores torneios de pôquer por anos a fio. Ele provou ser um grande embaixador do pôquer ao doar parte de sua premiação no Evento Principal em caridade, quantia que o PokerStars duplicou. Dennis é um membro do Team PokerStars Pro e joga online com o nome de usuário 'D. Phillips' .

## World Series of Poker de 2008
Phillips ganhou sua vaga para disputar o Main Event da WSOP de 2008 em um torneio satélite de $200  disputado em St. Louis, Missouri na sua terra natal.
Na mão #169 da mesa final, o chip leader Peter Eastgate com mais de 62 milhões em fichas, deu raise em cima de Phillips no Big Blind de 1,5 milhões em fichas, Phillips de call e veio o flop J (paus), 3 (espadas), 4 (ouro). Eastgate foi o primeiro a falar e apostou 1,5 milhões em fichas, Phillips deu raise pra All-in de pouco mais de 14,4 milhões em fichas. Eastgate pagou instantaneamente e mostrou 3 (ouro) e 3 (paus) (trinca de 3) e Phillips mostrou 9 (copas) e 10 (paus). O Turn foi um A (espadas) e o River um 9 (ouros), eliminando Phillips em 3º que levou pra St. Louis $4 517 733 .

## Destaques na carreira
| Evento                                                | Data             | Posição | Prêmio (US$) |
| ----------------------------------------------------- | ---------------- | ------- | ------------ |
| WSOP - Evento de Circuito Grand Tunica NLHE de $500   | Setembro de 2007 | 9º      | $2386        |
| WSOP - Evento de Circuito Grand Tunica NLHE de $500   | Setembro de 2007 | 7º      | $2192        |
| WSOP 2008 - Evento Principal de $10 000               | Novembro de 2008 | 3°      | $4 517 773   |
| BCPC $2500 No-Limit Hold’em                           | Novembro de 2008 | 30º     | $6835        |
| Evento do EPT PokerStars Caribbean Adventure de $5000 | Janeiro de 2009  | 17º     | $19 100      |
| Evento Principal de $10 000 da WSOP 2009              | Julho de 2009    | 45º     | $178 857     |